# Funkcje władzy politycznej
Funkcje władzy politycznej – określone zadania, które spełnia władza.

## Funkcja integracyjna
Sprowadza się do realizacji i koordynowania konfliktowych działań podmiotów polityki wokół nadrzędnych wartości i interesów warunkujących trwałość systemu politycznego, w tym podmiotów władzy politycznej i systemu ogólnospołecznego. Funkcja ta jest jedną z ważniejszych funkcji władzy politycznej. Wynika to bowiem z potrzeby zapewniania stabilizacji i normalności funkcjonowania systemu politycznego. Grupy społeczne reprezentują różne interesy, pozostające niekiedy w sprzeczności. Na tym tle rodzą się konflikty społeczne. Występujące stosunki nadrzędności i podrzędności uzewnętrzniają się w procesach podejmowania i realizacji decyzji politycznych. Rozwiązywania konfliktów i integracja są dwiema stronami dialektyki działania władzy politycznej. W ustrojach społecznych konflikty są stanem naturalnym wynikającym z nierówności społecznych. Integracja jest procesem rozsądnym, niezbędnym do utrzymania w zespoleniu różnych grup społecznych. Wiele wartości politycznych, jak np. solidarność ludzka zbliża społeczności i ułatwia działania w zakresie integracji.

## Funkcja dystrybucyjna
Wyraża się w narzuceniu kryteriów i regulacji podziału dóbr materialnych i niematerialnych pomiędzy podmioty.
Wielkie znaczenie w dystrybucji dóbr i wartości ma budżet państwa. Ośrodkiem centralnym w jego kreacji jest władza państwowa. Władza polityczna staje się centralnym regulatorem i koordynatorem wyrażanych postanowień, a także czynnikiem godzącym sprzeczne potrzeby i interesy społeczne wielu podmiotów polityki. Narzędziem regulacji podziału różnych dóbr materialnych pozostaje prawo. Prawo służy do ustalenia reguł rozdziału dóbr i procedur wykonania decyzji. Procesy integracyjne zachodzące między państwami narzucają konieczność dostosowania regulacji krajowych do zasad wspólnot międzynarodowych. Wspólnotowe regulacje zachodzące między państwami narzucają konieczność dostosowania regulacji krajowych do zasad wspólnot międzynarodowych. Wspólnotowe regulacje ułatwiają stosunki między społecznościami poszczególnych krajów i przyczyniają się do zbliżania narodów.

## Funkcja ochronna
Przejawia się w zapewnieniu zewnętrznego bezpieczeństwa systemu społecznego w otoczeniu międzynarodowym oraz bezpieczeństwa wewnętrznego, czyli trwałości systemowych reguł i mechanizmów gwarantujących m.in. stabilność pozycji podmiotu władzy politycznej. Realizacja funkcji ochronnej wynika z potrzeby zapewnienia bezpieczeństwa zbiorowości ludzkiej i indywidualnego jednostek ludzkich, osiąganego nawet kosztem poddania się dominacji nosicielom władzy politycznej. Funkcja ta spełniana jest głównie w interesie grup społecznych, albowiem zabezpiecza się porządek istniejący z woli tych grup.

## Funkcja strukturotwórcza
Wiąże się z wytworzeniem socjopolitycznych podziałów w społeczeństwie oraz form organizacyjnych umożliwiających innym podmiotom udział w życiu politycznym, poprzez bezpośrednie lub pośrednie wpływanie na procesy decyzyjne w systemie politycznym. Sprawowanie władzy politycznej, rządzenie jest domeną wąskich grup społecznych.
Władza zajmuje się dystrybucją dóbr, a szerszy lub węższy dostęp do nich stanowi podstawę do wydzielenia się grup społecznych.